# Erich Bautz
Erich Bautz est un coureur cycliste allemand, né le 26 mai 1913 à Dortmund, en Rhénanie-du-Nord-Westphalie, et mort le 17 septembre 1986 à Dortmund. Il a été trois fois champion d'Allemagne sur route, et s'est illustré sur le Tour de France 1937, où il a remporté deux étapes et pris la neuvième place finale. 

## Biographie
Vainqueur du Tour de Cologne en 1933, Bautz passe professionnel en 1934 dans l'équipe Diamant. Après plusieurs victoires en 1935 et 1936, notamment au Tour de la Hainleite et à nouveau au Tour de Cologne, il réussit sa meilleure saison en 1937. Pour son deuxième Tour de France, il passe en tête au Ballon d'Alsace et remporte la 4e étape vosgienne à Belfort avec plus de quatre minutes d'avance. Il prend ainsi le maillot jaune, qu'il porte jusqu'au pied des Alpes, avant de le céder à Gino Bartali à Grenoble, se retrouvant troisième à dix minutes de Bartali. Bautz remonte à la deuxième place du classement général, à deux minutes de Bartali, à Briançon, mais perd le Tour le lendemain, entre Briançon et Digne. Il remporte néanmoins la 17e étape A à Royan, et termine finalement neuvième. La même année, il devient pour la première fois champion d'Allemagne et gagne des étapes au Tour d'Allemagne et au Tour de Luxembourg. 
La carrière de Bautz est interrompue par la guerre, au cours de laquelle il devient tout de même pour la deuxième fois champion d'Allemagne sur route en 1941, et du demi-fond en 1942. Après la guerre, il s'illustre principalement en Allemagne, et remporte notamment en 1947 la première édition du Grünes Band vom Rhein, qui deviendra le Tour d'Allemagne. Il termine deuxième des deux éditions suivantes de la course. Il met fin à sa carrière professionnelle en 1952, après avoir été pour la troisième fois champion d'Allemagne, et pour la première fois champion d'Allemagne du demi-fond. Il détient encore aujourd'hui le record de victoires au championnat d'Allemagne sur route. 

## Palmarès sur route
- 1933
  - Tour de Cologne
- 1934
  - 2e du Tour du Wurtemberg
- 1935
  - Tour de Spessart et Rhon
  - Tour de Dortmund
  - 3e du Tour du Wurtemberg
  - 9e du championnat du monde sur route
- 1936
  - Tour de Cologne
  - Grand Prix de la Sarre
  - Tour de la Hainleite
  - 2e du championnat d'Allemagne sur route
- 1937
  -  Champion d'Allemagne sur route
  - 4e étape du Tour de Luxembourg
  - 8e étape du Tour d'Allemagne
  - 4e et 17ea étapes du Tour de France
  - Tour du Harz
  - Tour du col de Spessart
  - 3e du Tour de Berlin
  - 9e du Tour de France
- 1938
  - 5e et 13e étapes du Tour d'Allemagne
  - 2e du Tour de la Hainleite
  - 2e du Tour de Francfort
  - 2e du Grand Prix de la Weihstrasse
- 1939
  - Tour de Francfort
  - 8e étape du Tour d'Allemagne
- 1941
  -  Champion d'Allemagne sur route
  - 1re étape de l'Écharpe d'Or
  - 2e du Tour de Luxembourg
  - 3e du Grand Prix de Saxe
- 1942
  - Tour de Westmark
  - 1re étape du Tour de Westmark
- 1947
  - Tour d'Allemagne
  - 5e étape du Tour d'Allemagne
- 1948
  - 6e et 10e étapes du Tour d'Allemagne
  - 2e du Tour d'Allemagne
  - 2e du Tour de Cologne
  - 2e du Tour du col de Spessart
- 1949
  - 2e du championnat d'Allemagne sur route
  - 2e du Tour d'Allemagne
  - 2e du Tour de Hochland
  - 3e du Tour de Cologne
  - 3e du Tour de Francfort
  - 3e d'À travers le Haut-Pays bavarois
- 1950
  -  Champion d'Allemagne sur route
- 1954
  - 3e du Grand Prix d'Andalousie

## Résultats sur le Tour de France
2 participations
- 1936 : abandon (6e étape )
- 1937 : 9e, vainqueur des 4e et 17ea étapes,  maillot jaune pendant 3 jours (dont 3 demi-étapes)

## Palmarès sur piste

### Championnats d'Europe
- 1952
  -  Médaillé de bronze du demi-fond

### Championnats nationaux
- 1942
  -  Champion d'Allemagne de demi-fond
- 1950
  -  Champion d'Allemagne de demi-fond